# 帕里亞卡卡山脈

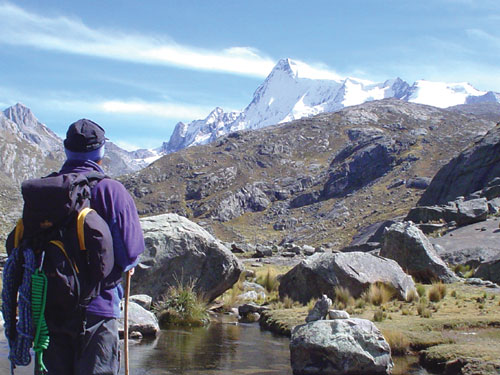

帕里亞卡卡山脈是秘魯的山脈，位於該國西部，由胡寧大區和利馬大區負責管轄，屬於安第斯山脈的一部分，最高點海拔高度5,750米。